# 茶籽

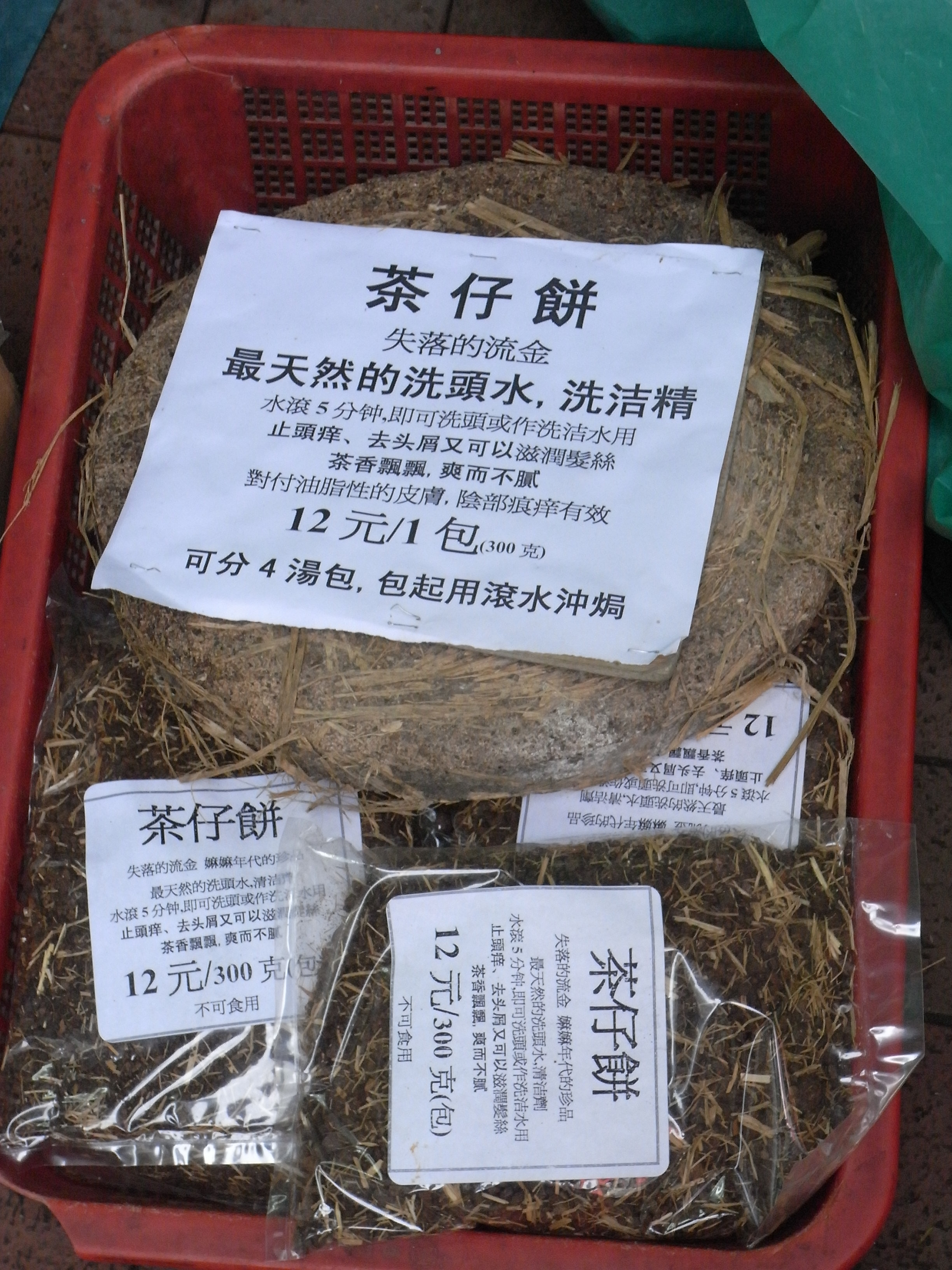
茶仔餅

茶籽，專業上指的是製茶用茶樹(Camellia sinensis (L.) O. Kuntze)的種子；而油茶籽，才是指具有高級榨油價值油茶(Camellia oleifera Abel.)的種子。但口語常混用，兩者皆可用來製作茶籽粉（即可用專門榨油的油茶種子或一般茶樹種子），因油茶籽比茶籽貴而產量小，須區別粉末的原料為何。
俗稱茶仔（粵語）的是指：製茶用茶樹籽榨茶籽油後的的剩餘物，色澤呈灰色；殘渣敲鋸成塊而型態類似草茶葉餅時，叫茶仔餅（粵語）、茶籽餅、茶箍。傳統的茶仔餅直徑可有30多厘米，甚至大如方向盘，表面覆稻草，黃灰色，有淡茶香。可幾戶人家合買一個，分塊使用。茶仔餅敲碎成粉叫茶仔粉（粵語）、茶籽粉，用開水浸泡後可以取代洗髮水，是珠三角地區洗髮用品，可用於用於洗裳、洗碗、洗身軀。後來因肥皂的問世，使用率下降，現今仍有某些地方稱肥皂為茶箍。現時，佛山市石灣婦女和長者仍然以茶仔製造洗髮水洗頭，藥性可以止癢、去頭皮屑，滋養頭髮光澤、清香、柔順。 

## 用法
茶籽餅(粉)/茶仔餅(粉)用開水沖泡，待冷卻便可如洗頭水使用，余量可以留待下次。

## 伸延閱讀
- 茶籽粉
- 茶籽油
- 茶油
- 油茶
- 茶樹
- 山茶花

## 外部参考
1. ↑  .   [2010-06-14]. （原始内容存档于2016-04-18）.